# محطة أوبنينسك للطاقة النووية
محطة أوبنينسك للطاقة النووية هي أول محطة للطاقة النووية متصلة بالشبكة في العالم أي أول مفاعل نووي ينتج الكهرباء صناعيا وكان على نطاق صغير.

## نبذة
كانت موجودة في معهد الفيزياء وهندسة الطاقة وبقي قيد التشغيل بين عامي 1954 و 2002 وعلى الرغم من توقف إنتاج الكهرباء للشبكة في عام 1959 أصبح بعد ذلك بمثابة مركز لإنتاج البحوث والنظائر فقط.